# Rino Guglielmo
Rino Guglielmo (Este, 6 agosto 1910 – Este, 14 novembre 1994) è stato un pittore italiano.

## Biografia
Nato ad Este, la sua famiglia si trasferì a Chioggia quando egli aveva appena tre anni. 
Compiuti gli studi inferiori, si trasferì a Venezia dove studiò all'Istituto Superiore d'Arte e alla Scuola Libera di Nudo dell'Accademia di Venezia. 
Ben presto, divenne allievo prediletto del pittore Virgilio Guidi con cui condivise per parecchi anni lo studio.
Nella sua produzione artistica eseguì grandi affreschi e ritratti. La famiglia dei conti Cini gli commissionò varie opere. Decorò numerose chiese; è sua, tra le altre, la pala che sovrasta l'altare della cappella attigua al cimitero di Chioggia, dedicata ai caduti della prima guerra mondiale. 
"Novecentista" in giovane età, si dedicò negli ultimi anni ad un impressionismo verista, tutto suo particolare. 
Oltre che pittore,  fu anche illustratore: collaborò per anni al Gazzettino illustrato diretto da Talamini. Ha firmato inizialmente le sue opere con il nome d'arte Guglielmo da Este, e poi, a partire dagli anni settanta con il solo Guglielmo.

## Opere

### Ritratti ad olio
- Mons. Piasentini, Vescovo di Chioggia
- Mons. De Ambrosi, Vescovo di Adria e di Chioggia
- Abate Olivitano del Santuario di Lendinara
- Ritratto di Sua Altezza Principe Umberto di Savoia
- Marchesa Ravelli
- Comm. Garione, Preside della provincia di Venezia
- Merlin, medaglia d'oro in guerra
- Comm. Ubaldo Gennari, moglie, Pesaro
- Dott. Milani e moglie, Padova
- Comm. Benacchio, Padova

### Chiese affrescate e pale d'altare
- Decorazione del soffitto e quadri ad olio, Santuario di Pettorazza Papafava, Rovigo
- Cappella Madonna di Fatima (a tempera), Basilica della Tomba, Adria
- Chiesa patronale del Senatore Conte Cini, Ca' Vernier
- Quadri ad olio di S. Caterina da Siena e San Domenico, Villa Franca Veronese
- Soffitto Madonna delle Grazie e Pala d'altare S. Gaetano, S. Gaetano di Cavarzere
- Pala d'Altare, quadro ad olio S. Giuseppe e quadro ad olio Madonna
- Chiesa del cimitero di Chioggia
- Affresco e decorazione della Chiesa, Parrocchia di Stra
- Chiesetta di Villa Reale di San Rossore, S. Lodovico re di Francia e S. Elisabetta regina d'Ungheria

## Mostre ed esposizioni

### Personali
- 1927: Adria.
- 1932: Chioggia
- 1940: Chioggia
- 1940: Adria
- 1947: Chioggia
- 1949: Firenze
- 1950: Lendinara
- 1955: Repubblica di S. Marino
- 1956: Bellaria
- 1963: Galleria Vidal, Venezia
- 1963: Asolo
- 1963: Chioggia
- 1964: Chioggia
- 1965: Chioggia
- 1982: Mestre
- 1984: Stra
- 1984: Sala dei Filippini, Chioggia.

### Collettive
- 1932: Mostra dei Fiori, Amsterdam; Mostra Triveneta, Padova.
- 1933: Mostra Triveneta, Padova.
- 1939: Mostra Triveneta, Padova; Biennale del Coni, Venezia (Medaglia d'Argento); New York.
- 1946: Bevilacqua La Masa, Venezia.
- 1952: Adria.
- 1953: Mostra Regionale, Cittadella; Mostra Regionale, Portogruaro.
- 1954: Mostra Regionale, Portogruaro; Mostra Nazionale, Trieste.
- 1955: La Permanente, Milano; Adria; Chioggia.
- 1956: Adria
- 1960: Chioggia; San Vidal, Venezia
- 1961: Chioggia.
- 1962: Roma.
- 1965: Esposizione della Pittura Italiana Moderna, Zurigo (Medaglia d'Argento); Mostra dell'Acquerello Italiano, Galleria La Verritrè, Milano; Bordighera; San Vidal, Venezia;
- 1966: Chioggia; San Vidal, Venezia; Feltre; Piove di Sacco.
- 1967: San Vidal, Venezia; Feltre; Piove di Sacco; Mostra dell'istituto Europeo di Storia dell'Arte, Milano; Mostra, Sanremo (Medaglia d'Argento).
- 1982: Galleria Alba, Ferrara; Moto Club, Spinea (Targa); Mostra del Microquadro Natalizio, Galleria S. Vidal, Venezia.
- 1983: Mostra Itinerante in USA; Mostra Moto Club di Spinea (Targa); Artexpo Dallas, Galleria Alba; Le Salon des Nations, Paris - Centro Internazionale d'Arte Contemporanea; Mostra del Microquadro Natalizio, Galleria S. Vidal, Venezia.
- 1984: Arco 84, Madrid; Expo Arte, Bari; Arte Fiera, Bologna; Artexpo, New York; Art 15 '84, Basilea; Galleria Alba, Ferrara.

## Premi e riconoscimenti
- Medaglia d'Oro su segnalazione dell'Istituto Superiore d'Arte di Venezia, Collegio Don Orione, Zattere, 1928/30
- Insignito di una grande Medaglia d'Oro, per una pergamena eseguita per le fauste nozze del Principe Umberto di Savoia e Maria Josè, 1932
- Medaglia d'Oro, Amsterdam 1932
- Medaglia d'Oro, Adria, 1954
- Medaglia d'Oro, Cassa di Risparmio, Venezia 1963
- Medaglia d'Oro ex tempore, Chioggia 1964
- Targa con Medaglia d'Oro, Piove di Sacco 1964
- Premio Centauro d'Oro, Accademia Italia, Salsomaggiore 1982
- Premio Leone d'Oro "Europa '83, Ferrara
- Accademico d'Italia con Medaglia d'Oro, Salsomaggiore
- Premio Aquila d'Oro, Premio delle Nazioni 1984, Ferrara 1984
- Statua della Vittoria, Premio Mondiale della Cultura, Salsomaggiore 1984